# Wital Dserbjanjou
Wital Wjatschaslawawitsch Dserbjanjou (belarussisch Віталь Вячаслававіч Дзербянёў; * 5. August 1976 in Mahiljou; † 2. Mai 2022) war ein belarussischer Gewichtheber.

## Karriere
Wital Dserbjanjou wurde 2002, 2003, 2006 und 2010 Europameister in der Klasse bis 56 kg. Darüber hinaus gewann er noch je zwei Silber- und Bronzemedaillen.
Bei den Olympischen Sommerspielen 2000 in Sydney belegte Dserbjanjou in der Klasse bis 56 kg den siebten Rang. Vier Jahre später verpasste er bei den Spielen in Athen, ebenfalls in der Klasse bis 56 kg, eine Medaille nur ganz knapp und wurde Vierter. Bei seiner letzten Olympiateilnahme in Peking 2008 konnte er seinen Wettkampf nicht beenden.
2011 beschloss er aufgrund von Problemen mit der Gewichtsabnahme und einer chronischen Schulterverletzung, seine Karriere zu beenden.
Nach seiner aktiven Laufbahn blieb Dserbjanjou dem Gewichtheben treu. Er assistierte beim US-amerikanischen Verband und leitete Trainerseminare. Dserbjanjou starb am 2. Mai 2022 im Alter von 45 Jahren.